# Xã Hill City, Quận Graham, Kansas
Xã Hill City (tiếng Anh: Hill City Township) là một xã thuộc quận Graham, tiểu bang Kansas, Hoa Kỳ. Năm 2010, dân số của xã này là 1.591 người.